# Mikuláš Henelius
Mikuláš Henelius z Hennefeldu (také Mikuláš Henelius Prudnícký; latinsky Nicolaus Henelius; německy Nicolaus Henel von Hennenfeld; 11. ledna 1582 Prudník – 23. července 1656 Vratislav) byl slezský kronikář a syndikus, představitel renesance a humanismu.

## Život
Byl nejmladším z 11 dětí prudníckého faráře Stephana Henela (1546–1602) a Anny Kühne († 1596). Henel navštěvoval v letech 1594–1596 latinskou školu v Prudníku a poté dva roky chodil na gymnasium sv. Alžběty ve Vratislavi. Od roku 1600 studoval právo, medicínu a filozofii na univerzitě v Jeně, poté na univerzitě v Basileji, kde také získal titul Iuris Utriusque Doctor.
Po ukončení studia se s přáteli přes Porýní a Nizozemsko vydal na akademickou vzdělávací cestu, během níž se zapsal na právnické fakulty univerzit ve Francii (v roce 1610 univerzita v Orléansu) a Itálii (6. listopadu 1610 univerzita v Padově a 9. června 1611 na univerzita v Sieně).
V roce 1612 se Henel vrátil do Slezska, krátkou dobu byl soukromým učitelem tří synů Nicolause Rehdigera ze Strzeszów v okrese Trzebnica a od roku 1613 pracoval jako právník ve Vratislavi a Prudníku. V roce 1642 byl Henel jmenován císařským radním ve Frankenštejnu.

## Dílo
Kromě životopisných spisů a latinské poezie zahrnuje Henelovo dílo především historické práce, které se v historii slezského regionu staly velmi důležitými.
- Silesiographia, 1613[2]
- Silesia Togata
- Breslographia, 1613[3]
- Annales Silesiae, 1730
- Chronico Ducatus Monsterbergensis et Territorii Francosteinensis, 1730